# Viaduc de Bellegarde-sur-Valserine (ancien)
Cet article concerne le viaduc routier emprunté par la RD 991. Pour le viaduc autoroutier emprunté par l'A40, voir Viaduc de Bellegarde-sur-Valserine (autoroutier).
Le viaduc de Bellegarde est un ouvrage franchissant la Valserine. Son véritable nom est Pont du tram (qui constitue l’appellation locale) ou Pont de la Valserine. Il est situé à Bellegarde-sur-Valserine dans l'Ain, en France. Originellement dédié au tram de Bellegarde à Chézery, il est à présent viaduc routier de la RD 991.

## Localisation
Ce pont se situe en sortie d'agglomération, en direction de Châtillon-en-Michaille. L'intersection de la route départementale 1084 (route de Lyon) et la départementale RD 991 (route de Lancrans) forme le départ du parcours dit route du Tram. L'ancienne gare du tramway se trouve à cette intersection. Ce pont faisait partie du trajet du tram de Bellegarde à Chézery des tramways de l'Ain.

## Histoire
Cet ouvrage est un viaduc construit en 1907 et inauguré le 26 septembre 1908. Il s'agit d'une maçonnerie mixte (prévue pour le tram et la route). Il est porté par 7 arches de 18 mètres d'ouverture et domine la Valserine d'une hauteur d'environ 44 mètres. À l'origine, en bordure du viaduc se trouvait la maison du douanier (c'était la limite de la zone franche). Le tramway a emprunté le viaduc jusqu'au 31 mai 1937. Le 1er juin 1937, la ligne est supprimée. Durant la Seconde Guerre mondiale, il était un poste frontière : la rive gauche de la Valserine se trouvait en zone occupée, tandis que la rive droite (donc la commune de Bellegarde-sur-Valserine) se trouvait en zone libre. 